# Tytudżur (Aragacotn)
Ttudżur – wieś w Armenii, w prowincji Aragacotn. W 2011 roku liczyła 310 mieszkańców.